# Mrs. Thompson (filme)
Mrs. Thompson (português: Senhora Thompson) é um filme de drama mudo britânico de 1919, dirigido por Rex Wilson, estrelado por Minna Grey, C. M. Hallard e Isobel Elsom. Foi adaptado de um romance de William Babington Maxwell.

## Elenco
- Minna Grey - Senhora Thompson
- C. M. Hallard - Prentice
- Isobel Elsom - Enid Thompson
- Bertram Burleigh - Dicky Marsden
- Tom Reynolds
- James Lindsay - Charles Kennion
- Marie Wright - Yates
- Wyndham Guise - Mears